# Vitfenad lejonhaj
Vitfenad lejonhaj (Scymnodalatias albicauda) är en hajart som beskrevs av Taniuchi och Jack Garrick 1986. Scymnodalatias albicauda ingår i släktet Scymnodalatias och familjen håkäringhajar. Inga underarter finns listade i Catalogue of Life.
Vitfenad lejonhaj har vita ytterkanter utmed fenorna. Kroppen är täckt med vita fläckar. Vitfenad lejonhaj är välspridd utmed södra halvklotet. Vitfenad lejonhaj förekommer ner till 200 meters djup från havsytan över havsområden med ett djup mellan 1 400 och 4 000 meter. Arten uppnår en maximal längd på 110 cm. Ungarna är vid födseln 20 cm.
Arten är känd från några fynd i södra Atlanten, södra Indiska oceanen och södra Stilla havet. Den vistas i regioner som ligger 140 till 510 meter under vattenytan. Honor lägger inga ägg utan föder upp till 60 levande ungar.
Några exemplar hamnar som bifångst i fiskenät. Populationens storlek är okänd. IUCN kategoriserar arten globalt som otillräckligt studerad.